# Onthophagus clusifrons
Onthophagus clusifrons là một loài bọ cánh cứng trong họ Bọ hung (Scarabaeidae).